# Misión San Antonio de Padua
La Misión San Antonio de Padua es un centro de retiro, ubicado en el condado de Monterrey, California, Estados Unidos. Fue la tercera misión fundada por el fraile franciscano Junípero Serra en Alta California el año 1771, y la primera en tener una población mayor de 1.000 conversos.

## Historia
El día 14 de julio de 1771, Junípero Serra fundó la Misión de San Antonio junto a Miguel Pieras y Buenaventura Sitjar en el valle de los Robles. De acuerdo a la tradición, Serra llamó a misa ciñendo una campana colgada de la rama de un árbol, a pesar de la soledad del territorio. Cuando Serra partió del lugar, dejó encomendada el levantamiento de la obra a sus acompañantes. Sin embargo, por la escasez de agua el templo sería trasladado unos kilómetros al norte del valle. 
Al final de ese mismo año, la misión ya contaba con talleres y una pequeña iglesia. Además, unos 158 nativos —la mayoría indios salinas y llamados antoniaños una vez conversos— habían sido bautizados. Se estima que habitaban el lugar unas 163 personas entre conversos y soldados en esos primeros años. Posteriormente, el responsable del progreso de la misión fue el fraile Buenaventura quien realizaría varias obras, entre ellas un dique, acueductos y molino. Buenaventura se mantendría al frente de la misión por 37 años. Por otro lado, en el santuario fue celebrado el primer matrimonio en California el 16 de mayo de 1773, y el explorador Juan Bautista de Anza se alojó en San Antonio para 1776.
En 1810 fue iniciado el último templo de la misión conocido como la Gran Iglesia, consagrada en 1813. La población de nativos para 1805 era estimada en 1.300, y para 1828 su hacienda tenía un total de 20.118 animales, entre ellos 8.000 cabezas de ganado y 11.000 ovejas. También era notable el número de caballos, que alcanzó más de medio millar en esa época; y se disponía además de tejeduría, viñedos, y curtiduría. Toda esta economía no sólo servía a sus residentes y nativos, pues también proporcionaba productos para su intercambio y la asistencia de los visitantes.
Con la secularización del estado mexicano en 1834, la misión pasó a la jurisdicción civil y con ello empezó a desgastarse. Los terrenos fueron divididos en ranchos y vendidos a particulares, aunque en 1863 sería retornada oficialmente por el gobierno estadounidense a la Iglesia católica. Sin embargo, en ese entonces la estructura se encontraba en estado de abandono. 
La reconstrucción de la misión se llevó a cabo entre 1903 y 1908. Pese a que un terremoto derribaría las obras realizadas, estas se continuarían gracias a la California Landmark League y la ayuda de los mismos nativos. Para 1928 los franciscanos fueron invitados a retomar la administración de la misión, y ellos terminarían la reconstrucción junto a la Hearst Foundation entre 1948 y 1952. En la actualidad la misión se encuentra dentro de una instalación militar.